# Фефёлов, Валерий Андреевич
Валерий Андреевич Фефёлов (14 июня 1949, Юрьев-Польский, Владимирская область — 3 декабря 2008, Франкфурт-на-Майне, Гессен) — участник диссидентского движения в СССР, борец за права инвалидов.

## Биография
Отец Фефёлова был в 1930-х председателем колхоза, дважды арестовывался.
Работая электромонтером, Фефёлов в 1966 получил производственную травму (упал с опоры ЛЭП и сломал позвоночник), после чего на всю жизнь остался инвалидом, мог передвигаться только на кресле-коляске.
В мае 1978 вместе с Юрием Киселевым (Москва) и Файзуллой Хусаиновым (Чистополь) создал Инициативную группу защиты прав инвалидов в СССР. Группа ставила перед собой следующие задачи:
1. Сбор и распространение информации о положении инвалидов в СССР.
2. Выступление с ходатайствами перед компетентными органами СССР об улучшении социального обеспечения инвалидов (сюда входило увеличение пенсий пропорционально росту цен, производство или закупка за границей различных механизмов, облегчающих жизнь инвалидов, проектирование специальных микрорайонов для инвалидов и их семей с учётом особых потребностей, улучшение положения в домах инвалидов — отделение молодёжи от стариков и обеспечение её достойной работой; развитие отсутствовавшего в СССР инвалидного спорта и т. д.).
3. В случае отказа в удовлетворении этих ходатайств — обращение за помощью к международной общественности.
4. Налаживание контактов с международными организациями по делам инвалидов.

Своей главной целью группа называла создание Всесоюзного общества инвалидов. Для этого среди инвалидов распространялась анкета. Был также начат выпуск информационного бюллетеня (всего вышло 14 номеров), в котором публиковались документы группы и различные материалы о положении инвалидов. Один из выпусков бюллетеня был послан в адрес органов социального обеспечения с просьбой довести его содержание до сведения Президиума Верховного Совета СССР.
25 октября 1978 члены группы собрали в Москве пресс-конференцию, на которой объявили иностранным корреспондентам о своем существовании.
Деятельность Инициативной группы была сочтена властями антисоветской. Как и другие члены Инициативной группы, Фефёлов подвергался давлению со стороны властей, неоднократным обыскам и слежке, травле в советской печати, получал «предупреждения»; давление оказывалось также на его жену и родителей. В мае 1982 против Фефёлова было заведено уголовное дело по статье «сопротивление властям».
Под угрозой ареста Фефелов согласился на требование КГБ выехать за границу и в октябре 1982 выехал в ФРГ, где в 1983 он и его семья получили политическое убежище. Поселился во Франкфурте-на-Майне. Работая в Международном обществе прав человека, продолжал заниматься проблемой защиты прав инвалидов в СССР. Автор книги «В СССР инвалидов нет!», изданной на русском (Лондон, Overseas Publications Interchange Ltd., 1986), английском и голландском (Амстердам, комитет Владимира Буковского) языках. В 1992 впервые посетил Россию.
Скончался во Франкфурте-на-Майне 3 декабря 2008.